# Тюрли
Тюрли (біл. вёска Цюрлі) — село в складі Молодечненського району Мінської області, Білорусь. Село є адміністративним центром Тюрлівської сільської ради, розташоване в західній частині області.